# Donjon van Batsheers
De Donjon van Batsheers is een bouwwerk aan Batsheersstraat 4 te Batsheers.
Het betreft een gesloten hoeve, met in de zuidwesthoek een rechthoekige donjon die waarschijnlijk uit de 13e eeuw stamt.
De boerderij werd reeds op de Ferrariskaarten (1771-1777) afgebeeld als een gesloten hoeve. Er wordt beweerd dat het een oude cijnshoeve moet zijn geweest, maar daar is geen bewijs voor.
De donjon is gebouwd uit breuksteen, voornamelijk silex, en bestaat uit drie bouwlagen. De bovenzijde werd gerestaureerd met baksteen en werd toen gedekt met een wolfsdak. Vooral in de derde bouwlaag zijn nog enkele vensters en een gotische nis, voorzien van een driepas, bewaard gebleven.
Tegen de donjon sluit een woonhuis aan dat einde 19de eeuw gebouwd werd op de plaats van een ouder woonhuis. De vleugel met poort aan de straatkant dateert van einde 19de, begin 20ste eeuw. 

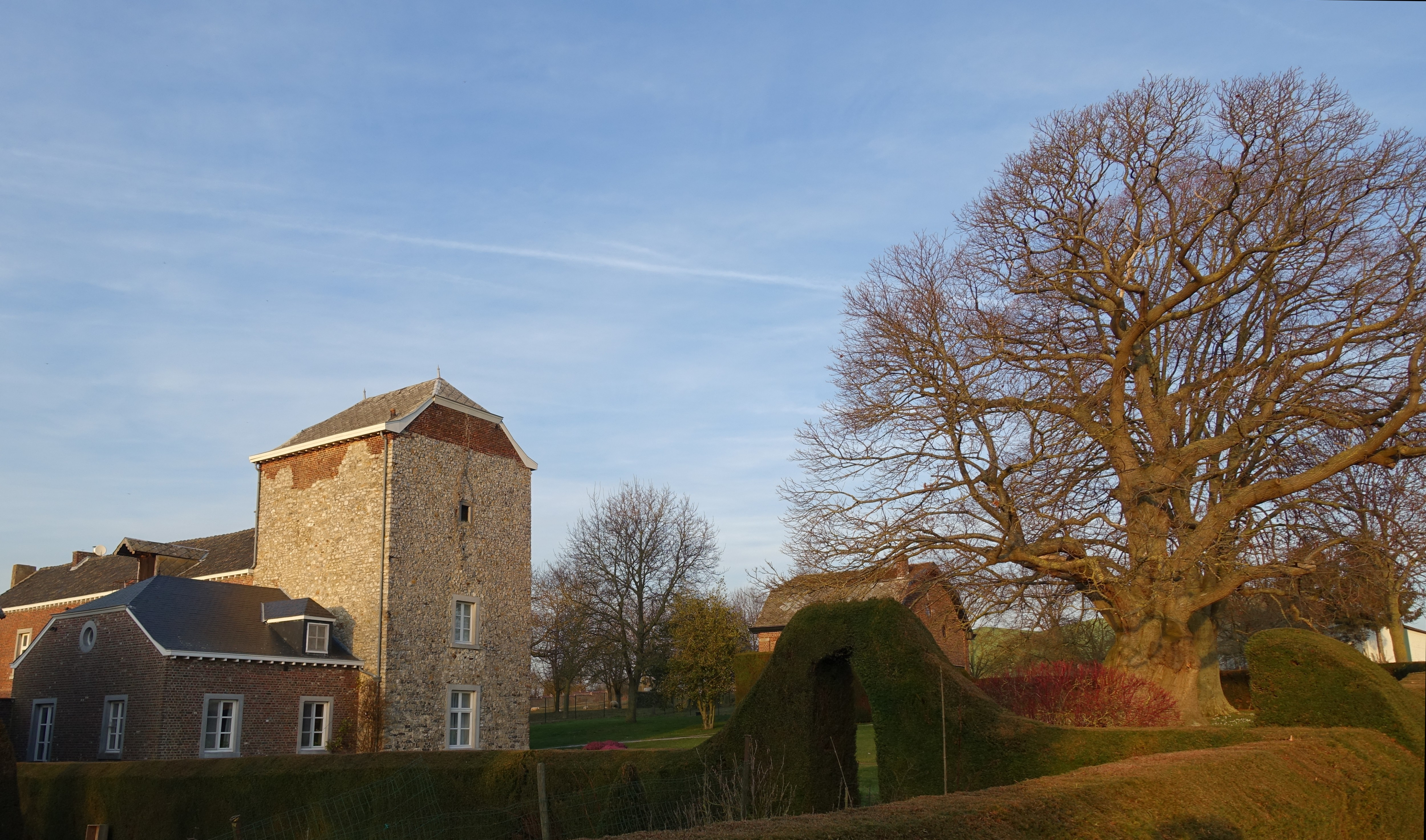
Hoeve met donjon en oude tamme kastanje
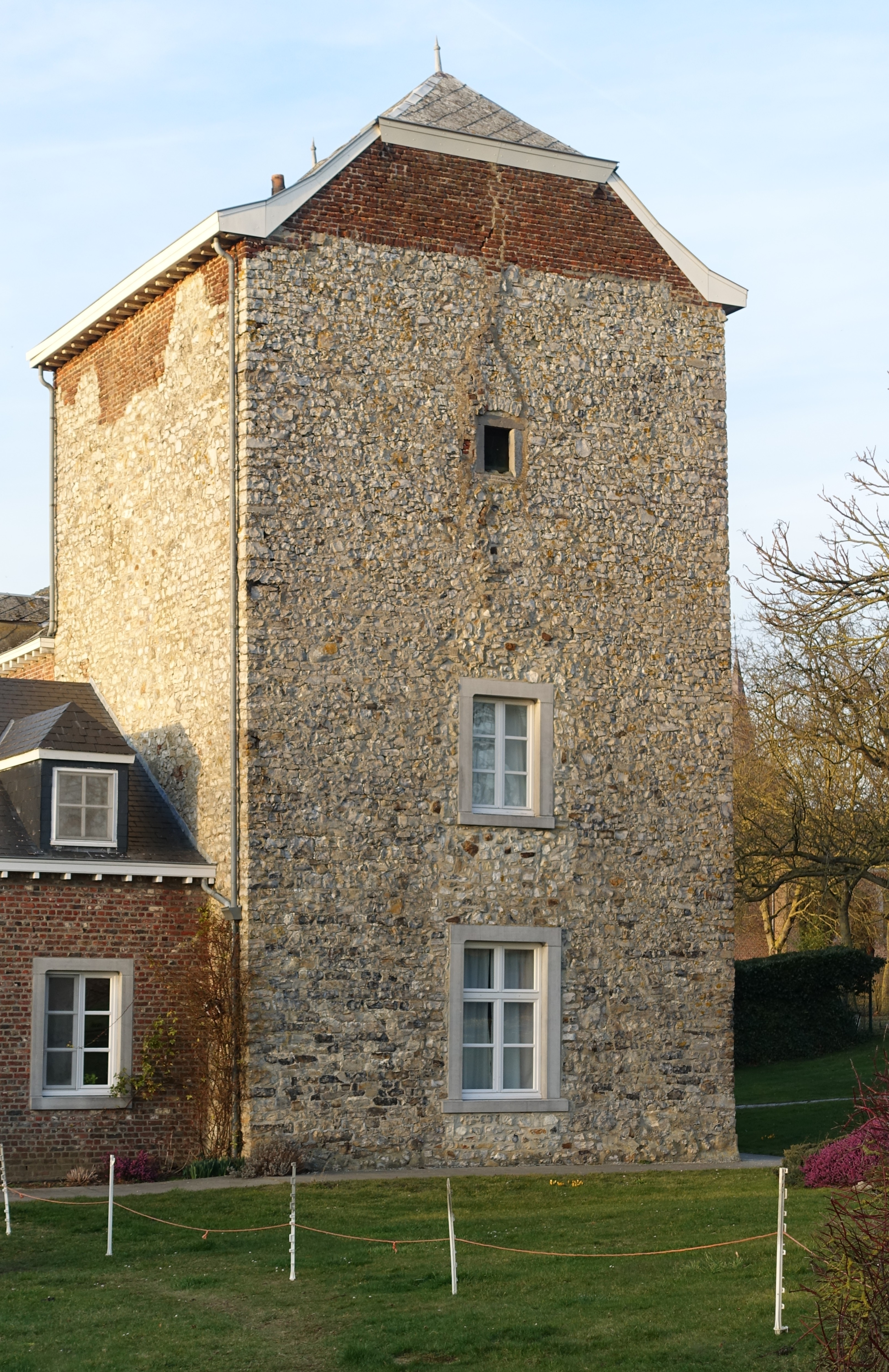
Donjon van Batsheers